# Pulverinhalator
Pulverinhalatoren sind Geräte, die bevorzugt bei der Behandlung von Asthma, chronische Bronchitis und COPD eingesetzt werden, um die entsprechenden Wirkstoffe in Pulverform in die Lunge einzubringen. Das Prinzip ist immer gleich: Der Wirkstoff liegt als Pulver vor und wird mit der Einatmung ohne Hilfe eines Treibgases inhaliert.

## Geschichte
1955 wurde der erste – mit einem Treibmittel betriebene – Dosier-Inhalator (pressurized metered dose inhaler – pMDI) entwickelt. 1959 kam der erste Trockenpulver-Inhalator (dry powder inhaler, DPI) auf den Markt, und zwar für die Verabreichung von Natrium-Chromoglycat. Es folgten im Laufe der Jahre weitere unterschiedliche Modelle, die von den verschiedenen Anbieterfirmen unter eigenen Markennamen vertrieben werden und sich technisch nur geringfügig unterscheiden.

## Varianten
Neben der Auswahl des geeigneten Wirkstoffes zur Behandlung ist die Auswahl der richtigen Applikation ein wichtiges Entscheidungskriterium für die Therapie obstruktiver Atemwegserkrankungen, um die richtige Wirkstoffmenge zum richtigen Zeitpunkt an den richtigen Ort zu bringen. Zahlreiche Nachteile der klassischen Dosieraerosole, z. B. Koordinationsfehler und Kältereiz bei der Anwendung, ozonschädigende Wirkung der FCKW-Treibmittel und die geringe applizierbare Dosis von maximal 1 mg pro Sprühstoß, führten zur Einführung von Pulverinhalatoren. Anders als bei Druckgas-Dosierinhalatoren wird die Zubereitung nicht aktiv durch den Applikator zerstäubt, sondern durch die Atmung des Patienten fein verteilt und aufgenommen.
In Abhängigkeit von der Bauart befindet sich der mikronisierte Wirkstoff entweder in Einzeldosisbehältnissen (Kapsel, Blister) oder in einem Reservoir (Pulvercontainer oder Ringtablette). Der Wirkstoff kann entweder in reiner Form oder aber auf ein Trägermaterial aufgebracht vorliegen. Bei dem Trägermaterial handelt es sich um 50 μm bis 200 μm große Lactose-Monohydrat-Partikel, auf denen die mikronisierten Wirkstoffpartikel adhäsiv haften („Drusen“). Während des Inhalationsprozesses werden die kleinen Wirkstoffpartikel (mittlerer aerodynamischer Durchmesser: 1 µm bis 5 μm) von den inerten Trägerstoffen separiert. Die größeren Lactose-Monohydrat-Partikel scheiden sich durch Impaktion im Rachen ab, d. h. die Laktose-Partikel „prallen“ gegen die Rachenwände und verbleiben dort, so dass sie nicht in die Lunge gelangen. Seltener und auf einen Inhalatortyp beschränkt ist die Verwendung von Softpellets, die aus agglomerierten mikronisierten Wirkstoffteilchen bestehen.
Pulverinhalatoren werden nicht-wiederbefüllbar und wiederbefüllbar angeboten.
Jeder dieser Pulverinhalatoren hat seine eigenen Charakteristiken und Bedienungsanwendungen, über die der Patient in der Arztpraxis oder Apotheke ausführlich aufgeklärt werden muss. Das Inhalieren mit dem jeweiligen Inhalator muss richtig erlernt werden.
| Pulverinhalator, geschützter Name | Fertigarzneimittel (enthaltene Wirkstoffe)                                                                            | Dosierungssystem          |
| --------------------------------- | --- | ------------------------- |
| Aerolizer                         | Foradil P (Formoterol), Miflonide (Budesonid)                                                                         | Kapselinhalator           |
| Breezhaler                        | Ultibro (Glycopyrronium/Indacaterol), Seebri (Glycopyrronium), Onbrez (Indacaterol)                                   | Kapselinhalator           |
| Cyclohaler                        | Cyclocaps Beclometason, Cyclocaps Budesonid, Cyclocaps Formoterol, Cyclocaps Salbutamol,                              | Kapselinhalator           |
| Diskus                            | Atmadisc (Fluticason, Salmeterol), Flutide (Fluticason), Serevent (Salmeterol), Viani (Fluticason, Salmeterol)        | Blisterinhalator          |
| Easyhaler                         | Beclomet Easyhaler (Beclometason), Budesonid Easyhaler, FormoterolHEXAL, Salbu Easyhaler (Salbutamol)                 | Mehrdosen-Dosierreservoir |
| Ellipta                           | Anoro (Umeclidinium, Vilanterol), Incruse (Umeclidinium), Relvar (Fluticason, Vilanterol)                             | Blisterinhalator          |
| Elpenhaler                        | Pulmelia (Budesonid, Formoterol), Rolenium (Fluticason, Salmeterol)                                                   | Blisterinhalator          |
| Forspiro                          | Airflusal (Fluticason, Salmeterol)                                                                                    | Blisterinhalator          |
| Genuair                           | Bretaris (Aclidinium), Eklira (Aclidinium), Brimica (Formoterol, Aclidinium), Duaklir (Formoterol, Aclidinium)        | Mehrdosen-Dosierreservoir |
| HandiHaler                        | Spiriva (Tiotropium)                                                                                                  | Kapselinhalator           |
| Nexthaler                         | Foster (Beclometason, Formoterol), Trimbow (Beclometason, Formoterol, Glycopyrronium)                                 | Mehrdosen-Dosierreservoir |
| Novolizer                         | Budecort (Budesonid), Formatris (Formoterol), Formotop (Formoterol), Novopulmon (Budesonid), Ventilastin (Salbutamol) | Mehrdosen-Dosierreservoir |
| Spiromax                          | DuoResp (Budesonid, Formoterol)                                                                                       | Mehrdosen-Dosierreservoir |
| Turbohaler                        | Oxis (Formoterol), Pulmicort (Budesonid), Symbicort(Budesonid, Formoterol)                                            | Mehrdosen-Dosierreservoir |
| Twisthaler                        | Asmanex (Mometason)                                                                                                   | Mehrdosen-Dosierreservoir |
| Zonda                             | Braltus (Tiotropiumbromid)                                                                                            | Kapselinhalator           |

## Anwendung
Um den großen Vorteil der inhalativen Therapie zu nutzen, ist es wichtig, dass der Wirkstoff direkt und sofort in die Lunge gelangt und auch die kleinen Atemwege erreicht. Daher kommt es auf der einen Seite auf die Wirkstoff-Partikelgröße – extrafeine Partikel gelangen tiefer in die Lunge als größere Partikel – und auf der anderen Seite auf die korrekte Anwendung der Inhalatoren an. Dies ist eine große Herausforderung. Schätzungen gehen davon aus, dass 70–90 % der Betroffenen ihre Inhalationsgeräte nicht korrekt anwenden, so dass die Wirkstoffe nicht ihr Ziel in der Lunge erreichen.
Um den Therapieerfolg sicherzustellen, sind folgende Eigenschaften der Inhalatoren ausschlaggebend: einfache Handhabung, kurze Inhalationszeit, niedriger Inhalationswiderstand und Dosiszähler. Außerdem soll die Inhalation diskret ohne große Vorbereitung durchführbar sein. In 2 Studien, die an der Universität Leipzig durchgeführt wurden, wurden Untersuchungen zu Fehlerquoten, Patientenpräferenzen und täglichen Gebrauch am häufigsten durchgeführt. Hier zählten der Spiromax und NEXThaler zu den beliebtesten und am einfachsten zu handhabenden Inhalatoren.